# Kung Fury
Kung Fury je kratek švedski akcijsko-komični film avtorja Davida Sandberga iz leta 2015. Gre za poklon policijskim filmom in filmom o borilnih veščinah iz 1980. let, na kar spominjata vizualna in zvočna podoba filma, predvsem pa očitno pretirana akcijska zgodba, polna klišejev te dobe. Naslov je skovanka iz besed kung fu in »fury« (angleško razjarjenost, pobesnelost).
Sandberg, ki je film napisal in režiral ter v njem zaigral tudi glavno vlogo, je sredstva za Kung Fury zbiral s pomočjo kampanje množičnega financiranja na platformi Kickstarter, kjer je zbral trikrat več od sprva načrtovanih 200.000 USD, vendar premalo za celovečerni film. Njegov izdelek je bil premierno prikazan v sklopu tekmovalne sekcije za neodvisne filme Filmskega festivala v Cannesu 22. maja 2015, teden dni kasneje pa ga je predvajala televizijska mreža El Rey Network. Hkrati je bil izdan za brezplačni ogled na portalih YouTube in Steam.

## Zgodba
Dogajanje je postavljeno v leto 1985 in spremlja naslovnega detektiva miamijske policijske postaje. S partnerjem Dragonom v zakotni ulici primeta rdečega nindžo, ki pa se osvobodi in preseka Dragona na pol s svojo katano. Takrat v Kunga trešči strela in ga ugrizne kobra, kar mu da nadnaravne kung fu moči in mu omogoči premagati nasprotnika. Naslednji dan premaga pobesnelega robota iz igralnega avtomata in pusti službo po sporu z nadrejenim, ki mu je hotel dodeliti novega partnerja, Triceracopa (policista-triceratopsa). Medtem pride iz preteklosti Adolf Hitler (a.k.a. »Kung Führer«), ki skozi prenosni telefon na daljavo postreli skoraj ves policijski oddelek. Kung Fury se odloči maščevati šefa, zato naroči računalniškemu mojstru Hackermanu, naj ga »sheka« nazaj v čas Tretjega rajha, da bi ubil Hitlerja. Vendar pa ga napaka v programu pošlje predaleč, v dobo Vikingov. Tam sreča vikinški bejbi Barbarianno in Katano ter tiranozavra, ki se borijo proti laserskim raptorjem. Na prošnjo vikinginj ga nordijski bog Thor pošlje v pravi čas dokončat nalogo.
Po prihodu Kung Fury lastnoročno pretepe nekaj deset nacističnih vojakov na zborovanju, vendar ga Hitler ustreli z Gatlingovim topom, skritim v govorniškem odru. Takrat pridejo Thor, Hackerman, Triceracop, Barbarianna, Katana in tiranozaver ter opravijo s preostankom vojske. Na koncu ostane Hitler sam s svojim robotskim ptičem, ki ga onesposobi tiranozaver. Hackerman nato sheka Kunga Furyja, ki je bil že v nebesih s kobro, nazaj v življenje. Ta pretepe Hitlerja, Thor pa s svojim kladivom udari po njemu in njegovemu ptiču, nakar oba izgineta.
Spet leta 1985 v Miamiju Kung Fury znova premaga robota iz igralnega avtomata, vendar tokrat opazi svastiko na njemu. Takrat se pojavi Hitler na svojem ptiču in z zlobnim smehom odleti nad mestom.

## Produkcija
Sandberg, animator samouk, se je projekta lotil ljubiteljsko in z lastnimi prihranki posnel nekaj demo scen, v katerih je zaigral glavno vlogo poleg nekaj najetih igralcev. Sliko je z obdelavo namerno omehčal da je dobil enak videz kot pri filmih na obrabljenih videokasetah in tudi sicer je posnemal zgodnjo digitalno grafiko iz osemdesetih.
V tej fazi mu je zmanjkalo denarja, zato se je z izdelkom, ki je bil na ravni filmskega napovednika, obrnil na platformo Kickstarter, kjer je hitro postal viralni hit in začel nabirati donacije. Z njim je stopilo v stik tudi več interesentov, ki so želeli sodelovati, in predstavnik agencije za talente, ki ga je odpeljal v Hollywood. Tam je v sodelovanju s KatzSmith Productions nastal scenarij za podaljšano različico. Brez posebnih pričakovanj je pisal tudi zvezdniku akcijskih filmov iz osemdesetih Davidu Hasselhoffu, ki je bil navdušen in je na Švedskem posnel singl »True Survivor« za film. Ima tudi bežno vlogo kot računalnik HOFF-9000 v Furyjevem Lamborghiniju (neposreden namig na Hasselhoffovo staro uspešnico Vitez za volanom).